# Bovichtus argentinus
Bovichtus argentinus är en fiskart som beskrevs av Macdonagh, 1931. Bovichtus argentinus ingår i släktet Bovichtus och familjen Bovichtidae. Inga underarter finns listade.